# El Árbol de la Vida (Ignacio de Ries)

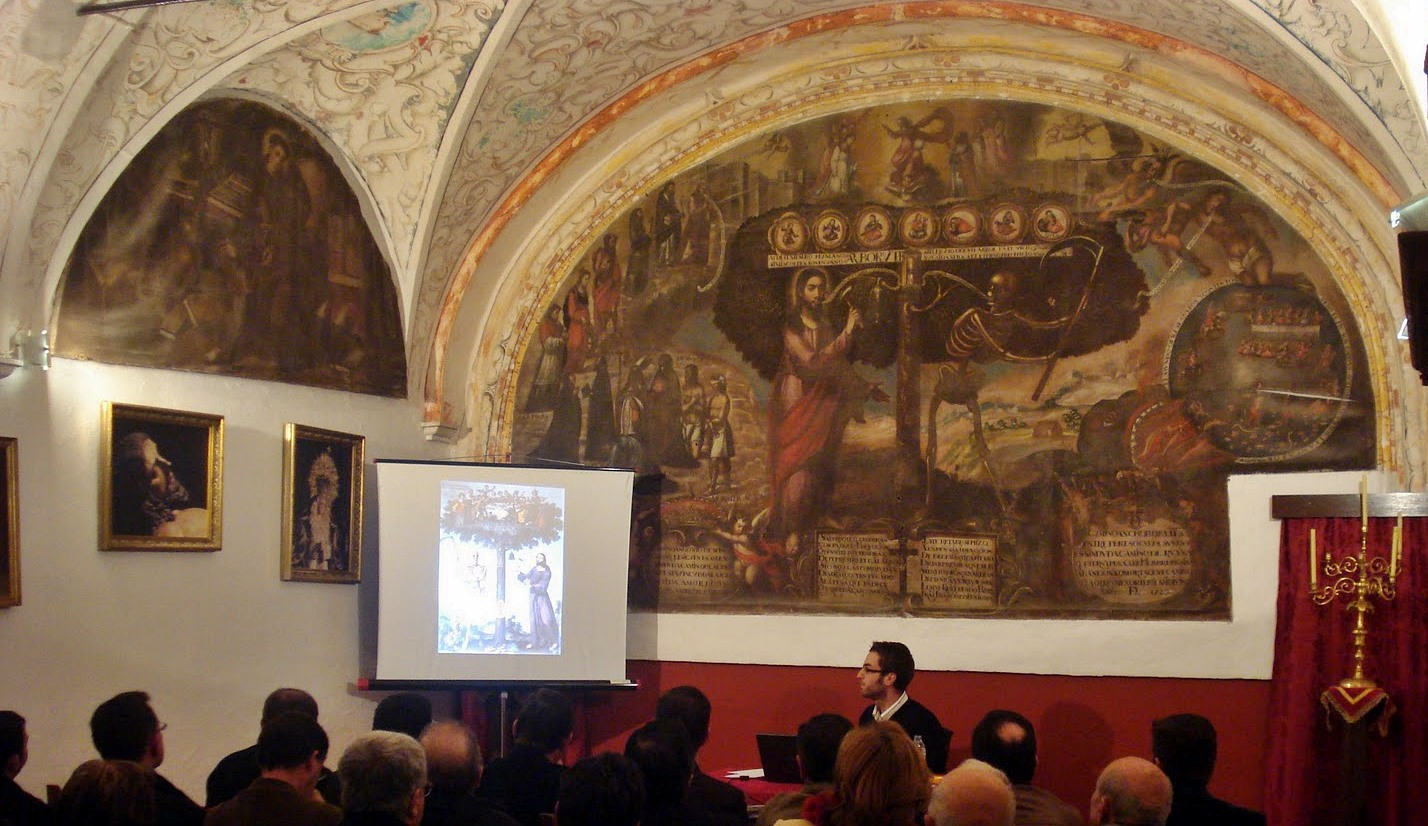
Árbol de la Vida de la Iglesia de San Roque de Arahal (Sevilla). Autor anónimo, año 1723.

El Árbol de la Vida es un cuadro de Ignacio de Ries, pintor flamenco del siglo XVII, realizado en 1653, que se encuentra en la capilla de la Concepción de la catedral de Segovia (Castilla y León), y forma parte de una colección del mismo autor compuesta por otros cinco cuadros más: la Adoración de los Pastores, la Conversión de San Pablo, el Bautismo de Cristo, la Coronación de la Virgen y El rey David, que constituyen la mejor obra del autor, influenciado por Francisco de Zurbarán.

## Historia y descripción
La capilla de la Concepción de la catedral de Segovia fue concedida en patronato en 1645 al capitán Pedro Fernández de Miñano y Contreras, gobernador de Cádiz, y en 1653 se encargó la colección de cuadros para la capilla. En el lienzo aparecen junto a un árbol un esqueleto, la escenificación del diablo y el propio Jesucristo, siendo la parte superior de la obra la más llamativa, en la que se representa una orgía. También llaman la atención los versos que aparecen escritos en la obra, siendo en el ángulo superior izquierdo "MIRA QUE TE AS DE MORIR/ MIRA QUE NO SABES CUANDO", mientras que en el derecho "MIRA QUE TE MIRA DIOS/ MIRA QUE TE ESTA MIRANDO".
El lienzo fue expuesto en la exposición de Las Edades del Hombre en 1988, instalada en la catedral de Valladolid.

## Obras similares
En la misma línea alegórica, podemos destacar el grabado italiano atribuido a la imprenta Raimondini Bassano de Venecia y fundamentalmente, el gran lienzo fechado en 1723 y de autor anónimo del claustro la Iglesia del antiguo convento franciscano de San Roque de Arahal (Sevilla).